# Congreso de Cuba
El Congreso de Cuba fue la legislatura de Cuba desde el 20 de mayo de 1902 hasta el 5 de enero de 1959 en que fue disuelto por una Proclama Presidencial del gobierno revolucionario provisional de Manuel Urrutia Lleó, excepto durante la ocupación de Estados Unidos desde 29 de septiembre de 1906 al 28 de enero de 1909, después de pocos días de la caída de la dictadura de Gerardo Machado (12 de agosto de 1933) hasta el 5 de abril de 1936, y durante la dictadura de Fulgencio Batista desde el 10 de marzo de 1952 al 27 de enero de 1955. El Congreso era bicameral (Senado y Cámara de Representantes). Desde el 20 de mayo de 1902 al 20 de mayo de 1929 hubo 24 senadores, y representantes fueron: 63 en 1902, 83 en 1908, 100 en 1912, y 120 en 1916-1928, y desde el 29 de mayo de 1929 al 12 de agosto de 1933, 36 senadores y 128 representantes; desde 1936 a 1940 hubo 36 senadores y 162 representantes. En 1940 se eligieron 36 senadores, pero otros 18 aún tenían su mandato activo de la elección previa, para un total de 54 senadores y 162 representantes. El Congreso en 1944 tenía 54 senadores y 127 representantes (70 elegidos ese año), y en 1948, 54 senadores y 136 representantes (70 elegidos ese año). En 1954 fueron elegidos 54 senadores y 130 representantes para el período desde el 28 de enero de 1955 al 28 de enero de 1959. El 3 de noviembre de 1958 hubo elecciones para el nuevo Congreso de 238 miembros (72 senadores y 166 representantes) que debía entrar en funciones el 28 de enero de 1959, pero no sucedió por el triunfo de la Revolución cubana el 1 de enero de 1959. Ambas cámaras se reunían en el Capitolio Nacional en La Habana. En cada elección parlamentaria, salvo algunas excepciones, se renovaba una parte de cada rama del Congreso.

## Presidentes del Senado 1902-1958
| Nombre                     | Inicio                   | Fin                      | Notas       |
| -------------------------- | ------------------------ | ------------------------ | ----------- |
| Domingo Méndez Capote      | 20 de mayo de 1902       | 5 de abril de 1905       | [ 2 ]       |
| Manuel Sanguily Garrite    | 5 de abril de 1905       | 11 de abril de 1906      | [ 2 ]       |
| Ricardo Dolz Arango        | 11 de abril de 1906      | 28 de septiembre de 1906 | [ 2 ]       |
| Martín Morúa Delgado       | 18 de enero de 1909      | 4 de abril de 1910       | [ 2 ]       |
| Antonio Gonzalo Pérez      | 4 de abril de 1910       | 16 de abril de 1913      | [ 2 ]       |
| Eugenio Sánchez Agramonte  | 16 de abril de 1913      | 10 de abril de 1917      | [ 2 ]       |
| Ricardo Dolz Arango        | 10 de abril de 1917      | 20 de abril de 1921      | [ 2 ]       |
| Aurelio Álvarez de la Vega | 20 de abril de 1921      | 7 de abril de 1925       | [ 2 ]       |
| Clemente Vázquez Bello     | 7 de abril de 1925       | 28 de septiembre de 1932 | [ 2 ]       |
| Alberto Barrera Fernández  | 30 de septiembre de 1932 | 12 de agosto de 1933     | [ 2 ]       |
| Justo Luis Pozo del Puerto | 13 de abril de 1936      | 1 de septiembre de 1936  | [ 2 ]       |
| Arturo Illas Horroutinier  | 1 de septiembre de 1936  | 1 de junio de 1937       | [ 2 ]       |
| Lucilo de la Peña Cruz     | 1 de junio de 1937       | 15 de noviembre de 1937  | [ 2 ]       |
| Guillermo Alonso Pujol     | 15 de noviembre de 1937  | 7 de septiembre de 1938  | [ 2 ]       |
| Santiago Verdeja Neyra     | 7 de septiembre de 1938  | 21 de noviembre de 1940  | [ 2 ]       |
| Antonio Beruff Mendieta    | 21 de noviembre de 1940  | 17 de febrero de 1942    | [ 2 ]       |
| Guillermo Alonso Pujol     | 17 de febrero de 1942    | 30 de agosto de 1943     | [ 2 ]       |
| José E. Bringuier Laredo   | 30 de agosto de 1943     | 26 de septiembre de 1944 | [ 2 ]       |
| Eduardo Suárez Rivas       | 26 de septiembre de 1944 | 12 de diciembre de 1945  | [ 2 ]       |
| Miguel A. Suárez Fernández | 12 de diciembre de 1945  | 6 de octubre de 1950     | [ 2 ]       |
| Manuel A. Varona Loredo    | 6 de octubre de 1950     | 10 de marzo de 1952      | [ 2 ]       |
| Anselmo Alliegro Milá      | 28 de enero de 1955      | 4 de enero de 1959       | [ 2 ] [ 3 ] |

## Presidentes de la Cámara de Representantes 1902-1958
| Nombre                       | Inicio                   | Fin                      | Notas       |
| ---------------------------- | ------------------------ | ------------------------ | ----------- |
| Pelayo García Santiago       | 20 de mayo de 1902       | 3 de noviembre de 1902   | [ 4 ] [ 5 ] |
| Rafael Portuondo y Tamayo    | 18 de noviembre de 1902  | 7 de noviembre de 1903   | [ 4 ] [ 5 ] |
| Carlos de la Torre Huerta    | 7 de noviembre de 1903   | 4 de abril de 1904       | [ 5 ]       |
| José A. Malberty             | 8 de julio de 1904       | 7 de noviembre de 1904   | [ 5 ]       |
| Santiago García Cañizares    | 9 de noviembre de 1904   | 23 de abril de 1906      | [ 6 ] [ 5 ] |
| Fernando Freyre de Andrade   | 24 de abril de 1906      | 12 de octubre de 1906    | [ 5 ]       |
| Orestes Ferrara Marino       | 18 de abril de 1909      | 1914                     | [ 5 ]       |
| José Antonio González Lanuza | 1914                     | 1914                     |             |
| Ibrahim Urquiaga Arrastía    | 30 de agosto de 1914     | 1915                     | [ 5 ]       |
| Orestes Ferrara y Marino     | 19 de abril de 1915      | 1917                     | [ 7 ]       |
| Miguel Coyula                | 7 de abril de 1917       | 1919                     | [ 7 ] [ 5 ] |
| Santiago Verdeja Neyra       | 1919                     | 1923                     |             |
| Clemente Vázquez Bello       | 1923                     | 1925                     | [ 8 ]       |
| Ramón Zaydín                 | 11 de abril de 1925      | 4 de abril de 1927       | [ 7 ] [ 5 ] |
| Rafael Guas Inclán           | 11 de abril de 1927      | 24 de agosto de 1933     | [ 7 ] [ 5 ] |
| Carlos Márquez Sterling      | 27 de abril de 1936      | 3 de febrero de 1937     | [ 5 ]       |
| Antonio Martínez Fraga       | 4 de febrero de 1937     | 18 de abril de 1938      | [ 5 ]       |
| Antonio Bravo Acosta         | 1937                     | ?                        |             |
| Marcelino Garriga Garay      | 2 de septiembre de 1938  | 1 de abril de 1940       | [ 5 ]       |
| José A. Cardet Góngora       | 24 de junio de 1940      | 16 de septiembre de 1940 | [ 5 ]       |
| Gustavo Gutiérrez Sánchez    | 21 de noviembre de 1940  | 27 de octubre de 1941    | [ 5 ]       |
| Carlos Márquez Sterling      | 29 de octubre de 1941    | 19 de octubre de 1942    | [ 5 ]       |
| Néstor Carbonell Andricaín   | 19 de octubre de 1942    | 27 de septiembre de 1944 | [ 9 ] [ 5 ] |
| Miguel A. de León Fuentes    | 27 de septiembre de 1944 | 1 de octubre de 1946     | [ 5 ]       |
| Rubén de León García         | 1 de octubre de 1946     | 19 de septiembre de 1948 | [ 5 ]       |
| Lincoln Rodón Alvarez        | 4 de octubre de 1948     | 10 de marzo de 1952      | [ 5 ]       |
| Gastón Godoy y Loret de Mola | 28 de enero de 1955      | 4 de enero de 1959       | [ 3 ]       |